# 武田信在
武田 信在（たけだ のぶあり）は、室町時代前期の安芸分郡守護。安芸武田氏の第2代当主。

## 生涯
父は先代の安芸分郡守護の武田氏信（安芸守護だった時期もあり）。母は信濃守護の小笠原宗長の娘。氏信が天授5年/康暦元年（1379年）に隠居したため、佐東郡の守護職を相続した。
元中9年/明徳3年（1392年）8月28日に足利義満が相国寺供養を執行した際に先陣を務めて供奉した。
信在は氏信の代で零落した自家を再興するため、水軍を補強しようとした。そして佐西郡の厳島神主領を奪い取ったのが応永4年（1397年）頃とされる。この事件に大内義弘が吉川氏や熊谷氏に懐柔することで対立し、後に武田家と大内家が抗争する下地となった。
応永の乱で大内義弘が敗死。その後、足利義満により安芸における大内軍追討が行なわれるが、この動きに所領を没収されることを恐れた安芸の国人33人が応永11年（1404年）9月23日に5か条の一揆契約（安芸国人一揆）を結ぶが、この際に活動しているのは信在では無く跡継ぎの信守のため、応永10年（1403年）頃に死去したとされている。
なお、信在は福王寺に寺領を厳島神社に阿弥陀像などを寄進したといわれている。